# Suneel Darshan
Suneel Darshan est un réalisateur, producteur et scénariste indien, travaillant pour le cinéma bollywoodien.

## Biographie
Darshan commença sa carrière en 1987 comme producteur. Il produit le film Intaqaam, avec Sunny Deol et Anil Kapoor.
En 1993, il produit Lootere, mis en scène par son frère, Dharmesh Darshan, dont ce fut le premier film.
Le film remporta un succès certain et fut le début d'une collaboration entre eux deux.
Suneel fit ses débuts de réalisateur en 1996 avec le film d'action Ajay. Darshan produit également le film et en écrit les dialogues. Ce film, avec Sunny Deol et Karisma Kapoor, eut du succès.
En 1999, il réalisa et produit le film Jaanwar. Darshan collabora avec Akshay Kumar pour la première fois avec ce film et de cette collaboration résultat un succès, avec Karisma Kapoor et Shilpa Shetty comme têtes d'affiche.
Son film suivant fut Ek Rishtaa (2001), qu'il écrivit, réalisa et produisit. À l'affiche, Amitabh Bachchan, Akshay Kumar, Karisma Kapoor et Juhi Chawla. Ce fut un des plus gros succès de l'année qui fut bien accueilli, tant par la critique que par le public.
Après cela il produit Andaaz (2003) qui fut une réussite, Barsaat et Dosti: Friends Forever (2005) qui eut un succès international.
Son dernier film Shakalaka Boom Boom n'eut pas beaucoup de succès au box-office.

## Filmographie
| Année | Film                         | Role(s)                             |
| ----- | ---------------------------- | ----------------------------------- |
| 1988  | Inteqam                      | Producteur                          |
| 1993  | Lootere                      | Producteur                          |
| 1996  | Ajay                         | Réalisateur, Producteur, Scénariste |
| 1999  | Jaanwar                      | Réalisateur, Producteur             |
| 2001  | Ek Rishtaa: The Bond of Love | Réalisateur, Producteur, Scénariste |
| 2002  | Haan Maine Bhi Pyaar Kiya    | Producteur                          |
| 2003  | Talaash: The Hunt Begins...  | Réalisateur, Scénariste             |
| 2003  | Andaaz                       | Producteur                          |
| 2005  | Barsaat                      | Réalisateur, Producteur, Scénariste |
| 2005  | Dosti: Friends Forever       | Réalisateur, Producteur, Scénariste |
| 2006  | Mere Jeevan Saathi           | Réalisateur, Scénariste             |
| 2007  | Shakalaka Boom Boom          | Réalisateur, Producteur, Scénariste |